# Покоління керівників КНР
Покоління керівників КНР — умовне позначення лідерів в керівництві КНР, що змінювали один одного, починаючи з проголошення КНР 1 жовтня 1949.
Перше покоління пов'язано з ім'ям Мао Цзедуна,
друге - з Ден Сяопіном,
третє - з Цзян Цземінем,
четверте - з Ху Цзіньтао (з 2002),
п'яте - з Сі Цзіньпіном (з 2012).
Перехід владних повноважень до четвертого покоління почався в 2002, коли Ху Цзіньтао змінив Цзян Цземіня на посаді генерального секретаря ЦК КПК. У березні 2003 Ху Цзіньтао обраний головою КНР, а у вересні 2004 — головою центрального військової ради (ЦВС) ЦК КПК. Раніше всі ці пости також займав Цзян Цземінь. 8 березня 2005 сесія китайського парламенту (Всекитайських зборів народних представників) схвалила прохання Цзян Цземіня про відставку з поста голови центрального військового ради КНР; пізніше цей пост також зайняв Ху Цзіньтао, що завершило процес зміни влади у вищому керівництві країни.
На зміну Ху Цзіньтао, з чиїм ім'ям пов'язане так зване «четверте покоління», в 2012-2013 прийшло «п'яте покоління»: в листопаді 2012 на XVIII з'їзді КПК Ху Цзіньтао на постах Генерального секретаря ЦК КПК і голови ЦВС ЦК КПК змінив Сі Цзіньпін, в березні 2013 обраний Всекитайским зборами народних представників головою КНР і ЦВС КНР.
До висхідного шостого поколінню, що прийде до влади в 2022 - після закінчення двох п'ятирічних термінів перебування на вищих державних посадах Сі Цзіньпіна і Лі Кецяна - журнал «Global Personalities» в 2009 відніс Ху Чуньхуа, Чжоу Цяна, Нур Бекрі, Сунь Чженцая та Лу Хао. На думку експерта Віллі Лема, вони мають «колосальний потенціал» .
Стало традицією пов'язувати кожне з поколінь з відповідними теоретичними досягненнями :
перше покоління - «ідеї Мао Цзедуна», в першу чергу теорія «нової демократії» та вчення про будівництво соціалізму;
друге покоління - «теорія Ден Сяопіна» про будівництво соціалізму з китайською специфікою;
третє покоління - «важливі ідеї» Цзян Цземіня про «потрійне представництво» КПК;
четверте покоління - висунута Ху Цзіньтао «наукова концепція розвитку».